# Bavosa de Bath
La bavosa de Bath (Parablennius incognitus) és una espècie de peix de la família dels blènnids i de l'ordre dels perciformes. Es troba a Madeira, les Illes Canàries, Camerun, el Marroc, i des de la península Ibèrica fins a la mar Negra i el Mar de Màrmara.
Els mascles poden assolir els 5,8 cm de longitud total.